# Mai-Ndombesøen
Mai-Ndombesøen (fransk: Lac Mai-Ndombe, hollandsk: Mai-Ndombemeer) er en stor ferskvandssø i Mai-Ndombe-provinsen i den vestlige del af den Demokratiske Republik Congo. Søen ligger i Ramsar vådområdet Tumba-Ngiri-Maindombe, det største vådområde af international betydning, der er anerkendt af Ramsar-konventionen i verden.

## Beliggenhed
Søen afvandes mod syd gennem Fimifloden til Kasai- og Congo-floderne. Indtil 1972 hed denLeopold II-søen (fransk: Lac Léopold II; hollandsk: Leopold II-meer) efter den belgiske konge Leopold II. Mai-Ndombe betyder "sort vand" på Kikongo. Søen har uregelmæssig form og varierer i dybden fra kun 5 meter (gennemsnit) til 10 meter (maksimum). Dækker cirka et areal på 2.300 kvadratkilometer og fordobles eller tredobles i størrelse i regntiden. Dens vand er iltet i hele dens dybde, og pH-værdien varierer fra 4,2 til 5,5. Lave, skovklædte kyster omgiver den med tæt, fugtig ækvatorial regnskov, der hersker mod nord og en mosaik af skov og savanne mod syd.

## Biodiversitet
Søen og dens omgivelser har en høj biodiversitet med dyr som to arter af oddere, sumpmangust, kæmpeodderen Potamogale velox, talrige vandfugle, krokodiller og skildpadder.
Mai-Ndombesøen indeholder surt, humusrigt sortvand, og generelt er fiskene i denne sø dårligt dokumenteret, selv sammenlignet med andre regioner i Congo-flodbassinet. Selvom den økologisk ligner Tumbasøen og i perioder er direkte forbundet via kanaler eller sumpe, er der nogle væsentlige forskelle i fiskefaunaen, i de to søer, men også mange fælles arter. Den belgiske zoolog George Albert Boulenger udførte undersøgelser for mere end et århundrede siden, men der har været relativt få senere undersøgelser af fiskefaunaen i søen. For eksempel blev den første undersøgelse af dens nordlige del først gennemført i 2002. Der kendes mere end 30 fiskearter, men det faktiske tal formodes at være betydeligt højere. Der er fem kendte endemiske arter: havkatten Amphilius opisthophthalmus og cichliden Hemichromis cerasogaster blev videnskabeligt beskrevet af Boulenger. De resterende er opdagelser af relativt nye arter, som kun blev beskrevet i de sidste par årtier: I 1984 blev en ny art af cichlide, Nanochromis transvestitus, opkaldt efter det faktum, at den udviser omvendt seksuel dikromatisme, videnskabeligt beskrevet fra søen. I 2006 blev en anden ny art af cichlide, Nanochromis wickleri, beskrevet, og i 2008 blev en ny havkatart, Chrysichthys praecox, beskrevet og dokumenteret.

## Økonomisk aktivitet
Nogle af tømmervirksomheden Sodefors vigtigste koncessionsområder ligger nord og syd for Mai-Ndombe-søen. Den 28. november 2009 sank to skovpramme, hvilket forårsagede tab af 73 menneskeliv. Båden, der ikke var autoriseret til at transportere passagerer, mentes at have omkring 270 personer om bord på det tidspunkt.
Mai-Ndombe-søen og det omliggende flodsystem bruges ofte til transport over hele landet, fordi det landbaserede vejsystem er utilstrækkeligt. Mange passagerfærger transporterer hundredvis af mennesker hver dag, men mange af disse både er gamle og dårligt vedligeholdt. Den 25. maj 2019 sank en passagerfærge med over 350 passagerer i kraftig vind på søen. Over 45 passagerer blev bekræftet døde i løbet af den første dag, og over hundrede ansås for at være savnet, i en af mange ulykker på de cogolesiske floder og søer.